# 8980 Геліака
8980 Геліа́ка (8980 Heliaca) — астероїд головного поясу, відкритий 16 жовтня 1977 року.
Тіссеранів параметр щодо Юпітера — 3,293.